# Leptocoma sperata
La suimanga gorjipúrpura (Leptocoma sperata) es una especie de ave paseriforme de la familia Nectariniidae propia de Filipinas. Anteriormente se clasificaba en el género Nectarinia.

## Subespecies
Se reconocen las siguientes:
- L. s. henkei (Meyer, AB, 1884) - norte de Luzón e islas menores adyacentes
- L. s. sperata (Linnaeus, 1766) - centro y sur de Luzón, Polillo, Marinduque y Catanduanes (norte de Filipinas)
- L. s. trochilus (Salomonsen, 1953) - oeste, centro y sur de Filipinas (excepto oeste y sur de Mindanao y el archipiélago de Joló)
- L. s. juliae (Tweeddale, 1877) - oeste y sur de Mindanao y archipiélago de Joló

## Comportamiento
Son pájaros muy pequeños que se alimentan principalmente de néctar, aunque también atrapan insectos, especialmente cuando alimentan sus crías. El vuelo con sus alas cortas es rápido y directo.

## Distribución
Se encuentra en Filipinas. Su hábitat natural son los bosques húmedos de las tierras bajas y manglares subtropicales o tropicales.